# La Tigra (San Carlos)
La Tigra es el nombre del distrito número 8 del cantón de San Carlos, que a su vez pertenece a la provincia de Alajuela en Costa Rica.

## Historia
La Tigra fue creado el 5 de febrero de 1952 por medio de Decreto Ejecutivo 15.

## Geografía
La Tigra cuenta con un área de 56,21 km² y una altitud media de 290 m s. n. m. Es el duodécimo distrito del cantón por superficie. 

## Demografía
Para el año 2022, La Tigra cuenta con una población estimada de 8984 habitantes, y para el último censo efectuado, en 2011, La Tigra contaba con una población de 6374 habitantes.

## Localidades
Está ubicado en la región septentrional del país y  limita al norte con Florencia, al sur con San Ramón, al este con Florencia y San Ramón.
Su cabecera, la villa de La Tigra, está ubicada a 27.9 km (48 minutos) al E de Ciudad Quesada y 108 km (2 horas 36 minutos) al NO de San José la capital de la nación.
La Tigra tiene diez centros de población:
- La Tigra (El Carmen)
- Concepción
- Esperanza
- El Futuro
- San José
- San Pedro
- San Isidro
- San Miguel
- San Rafael
- La Lucha
- San Gerardo

## Economía
La producción de plantas ornamentales se convirtió con el pasar de los años en una de las principales
actividades productivas de este distrito, donde el clima y la tierra se prestan para el cultivo de gran
variedad de especies de exportación como dracaenas, caña india, orquídeas, deremensis, entre
otras.
Además de las plantas, se siembran cultivos como la yuca, el ñampí, el tiquizque y el plátano, entre
otros. 
A su vez, la llegada del turismo se vislumbra con el Bosque Eterno de Los Niños, el cual posee
un bosque lluvioso con gran diversidad de plantas y animales que le dan más vida al lugar.

## Transporte

### Carreteras
Al distrito lo atraviesan las siguientes rutas nacionales de carretera:
- Ruta nacional 141
- Ruta nacional 702
- Ruta nacional 738